# Elektrostal
Elektrostal (ros. Электросталь) – miasto w Rosji, w obwodzie moskiewskim. Około 156 tys. mieszkańców (2020).
Miasto to powstało w 1916 r. w związku z budową huty stali szlachetnych, a w 1938 r. otrzymało prawa miejskie.

## Gospodarka
W mieście rozwinął się przemysł materiałów budowlanych oraz maszynowy.

## Sport
- Kristałł Elektrostal – klub hokejowy

## Ludzie związani z miastem
- Jewgienij Kowyrszyn – białoruski hokeista pochodzenia rosyjskiego
- Władimir Żarkow – rosyjski hokeista
- Wiaczesław Zudow – pułkownik lotnictwa, kosmonauta
- Witalij Proszkin – rosyjski hokeista

## Miasta partnerskie
- Pernik
- Połock
- Benxi
- Kruševac
- Danyang
- Nisz
- Nowopołock
- Rostów
- Sosnowy Bór
- Strumica